# Apatania iijimae
Apatania iijimae là một loài Trichoptera trong họ Apataniidae. Chúng phân bố ở miền Cổ bắc.